# The Wörld Is Yours
The Wörld Is Yours je dvacáté studiové album britské heavy metalové skupiny Motörhead, vydané 14. prosince 2010. Jeho nahrávání probíhalo od února do července 2010 v různých studiích v Kalifornii a jeho producentem byl Cameron Webb. Album je věnováno Ronnie James Diovi, který několik měsíců před jeho vydáním zemřel.

## Seznam skladeb
Všechny skladby napsali Motörhead.
| Pořadí         | Název                 | Délka |
| -------------- | --------------------- | ----- |
| 1.             | Born to Lose          | 4:01  |
| 2.             | I Know How to Die     | 3:19  |
| 3.             | Get Back In Line      | 3:35  |
| 4.             | Devils in My Head     | 4:21  |
| 5.             | Rock 'n' Roll Music   | 4:25  |
| 6.             | Waiting for the Snake | 3:41  |
| 7.             | Brotherhood of Man    | 5:15  |
| 8.             | Outlaw                | 3:30  |
| 9.             | I Know What You Need  | 2:58  |
| 10.            | Bye Bye Bitch Bye Bye | 4:04  |
| Celková délka: | Celková délka:        | 39:15 |

## Sestava
- Lemmy – zpěv, baskytara
- Phil Campbell – kytara
- Mikkey Dee – bicí